# Каса Россо
Каса Россо (Casa Rosso) — эротический театр, расположенный на улице Аудезейдс Ахтербюргвал (Achterburgwal Oudezijds) в Районе красных фонарей Де Валлен в Амстердаме. В театре проходят эротические представления, от стриптиза до пар, которые занимаются несимулированным сексом. Каса Россо является частью Janot Entertainment Group и принадлежит Яну Оттену.
Каса Россо был основан в 1969 году Зварте Йопом. Сначала Каса Россо был всего лишь секс-клубом, первым с реальным сексом на сцене. Позже он также стал игорным домом.
16 декабря 1983 года бывший сотрудник заведения устроил в нём поджог. Тринадцать человек погибли. Поджигателем оказался уборщик, уволенный незадолго до инцидента. После пожара Каса Россо был отремонтирован и снова открылся.
В 2008 году муниципалитет Амстердама объявил, что театр Каса Россо, возможно, придётся закрыть, как и ещё одно эротическое заведение — Бананенбар. По данным муниципалитета, в Бананенбаре совершалась преступная деятельность, в частности отмывание денег. Говорят, что театр финансировался деньгами Чарльза Гертса, крупнейшего сутенёра страны. 3 ноября 2009 года было объявлено, что Каса Россо и Бананебар могут продолжать работу. Ян Оттен опроверг подозрения, и в результате оба заведения получили разрешение на продолжение деятельности.